# 1614
1614 (MDCXIV) je bilo navadno leto, ki se je po gregorijanskem koledarju začelo na sredo, po 10 dni počasnejšem julijanskem koledarju pa na soboto.

## Dogodki
- 1. januar
- 23. avgust - na Nizozemskem je ustanovljena Univerza v Groningenu

## Rojstva
- 1. januar - John Wilkins, angleški klerik († 1672)
- 12. oktober - Henry More, angleški filozof († 1687)

## Smrti
- 7. april - El Greco (Domênikos Theotokópoulos) (grško: Δομήνικος Θεοτοκόπουλος), slikar, kipar in arhitekt s Krete (* 1541)
- 1. julij - Isaac Casaubon, francoski učenjak (* 1559)
- 14. julij - Camillus de Lellis, italijanski svetnik (* 1550)
- 11. avgust - Lavinia Fontana, italijanska slikarka (* 1552)
- 21. avgust - Elizabeta Báthory, madžarska plemkinja in serijska morilka (* 1560)
- September - Giovanni de Macque, flamsko-italijanski skladatelj (* okoli 1550)

Neznan datum
- Mavro Orbini, dubrovniški letopisec (* 1583)